# Euspira immaculata
Euspira immaculata är en snäckart som först beskrevs av Henry Roland Totten 1835.  Euspira immaculata ingår i släktet Euspira och familjen borrsnäckor. Inga underarter finns listade i Catalogue of Life.